# Ceyzériat (tổng)
Tổng Ceyzériat là một đơn vị hành chính ở phía đông nước Pháp. Tổng này nằm ở quận Bourg-en-Bresse, tỉnh Ain, vùng Rhône-Alpes. Tổng này bao gồm các xã:
| Xã                   | Dân số | Mã bưu chính | Mã insee |
| -------------------- | ------ | ------------ | -------- |
| Ceyzériat            | 2 390  | 01250        | 01072    |
| Cize                 | 127    | 01250        | 01106    |
| Drom                 | 200    | 01250        | 01150    |
| Grand-Corent         | 111    | 01250        | 01177    |
| Hautecourt-Romanèche | 676    | 01250        | 01184    |
| Jasseron             | 1 256  | 01250        | 01195    |
| Bohas-Meyriat-Rignat | 727    | 01250        | 01245    |
| Ramasse              | 219    | 01250        | 01317    |
| Revonnas             | 492    | 01250        | 01321    |
| Simandre-sur-Suran   | 638    | 01250        | 01408    |
| Villereversure       | 1 102  | 01250        | 01447    |

## Thông tin nhân khẩu
| 1962                                                     | 1968  | 1975  | 1982  | 1990  | 1999  |
| -------------------------------------------------------- | ----- | ----- | ----- | ----- | ----- |
| 4 804                                                    | 5 340 | 5 606 | 6 434 | 6 948 | 7 898 |
| Nombre retenu à partir de 1962 : dân số không tính trùng |       |       |       |       |       |